# Szenegál zászlaja
A Malival alkotott föderáció felbomlása után Szenegál megtartotta a lobogó színeit, és csak egy zöld csillagot helyezett el a közepén, az egység és a remény szimbólumaként.
A zöld a zavartalan fejlődés reményére, a sárga a termékeny földre és a közös munkával megteremthető gazdagságra utal. A vörös a mártírokat idézi, illetve az afrikai népek közös harcát a függetlenségért, de az élet és a szocializmus színe is.